# Jack Gelber
Jack Gelber (Chicago, 12 aprile 1932 – New York, 9 maggio 2003) è stato un drammaturgo statunitense.
Accostatosi al Living Theatre, divenne celeberrimo nel 1959 per il dramma Il contatto, più volte premiato, riguardante il mondo della droga.
Il dramma La mela (1961) è invece caratterizzato da una crescente irrazionalità, costituita da sequenze priva di continuità.